# 大圍 (選區)
大圍（英語：Tai Wai，代號R20），是香港沙田區議會下轄的選區，1985年設立，1991年定為單議席選區，2023年改制後取消，末任議員為民主黨成員吳定霖。

## 範圍
選區位於大圍北部，包括由美田路、積輝街、大圍道、村南道、城門河、大埔公路所包圍的積存圍與唐樓區以及鄰近的美林邨及美城苑所組成。與其相連的選區有松田、沙田市中心、翠嘉、下城門，選區因應人口分佈設有兩個投票站，投票站分別設於佛教黃允畋中學以及大圍村村公所。

## 沿革
1982年區議會選舉，沙田全區劃為四個選區，採用雙議席選區制度，計有沙田市中心、小瀝源、田心谷及火炭，合共八席，當時大圍一帶未有大型發展，只有少量人口居於鄉村，故大圍美林邨以南至新田圍邨一帶劃入田心谷選區，選舉由蔡根培及陳啟庸勝出。
1985年區議會選舉，田心谷雙議席選區在分拆出九廣鐵路以北部分及1982年屬沙田市中心選區的美林邨為大圍選區，定為雙議席選區。大圍選區吸引到三人參選，結果由許麗梅以1,556票取得第一席，第二席由韋漢良以1,349當選，陳啟庸以1,209票落敗。
1988年區議會選舉，選區維持不變，吸引到五人參選，結果韋漢良以1,877票成功連任，張北如以1,390票奪得第二席，陳啟庸得到1,134票再次落敗，許清漢得到938票，而太平山學會王樹堃660票。
1991年區議會選舉，大圍雙議席選區劃出美林邨一帶為單議席美林選區後，定為單議席選區，選舉由韋漢良以582票多於麥偉雄的550票及港同盟高作強270票。
1993年港督彭定康推行政改方案，區議會全面實行單議席單票制，取消雙議席選區，改由選區分界及選舉事務委員會制定區議會選區，選區數目配合人口改變而大幅增加，當中原有大圍及美林選區重劃成大圍、下城門及美田三個選區。當時大圍選區包括美田路、積輝街、大圍道、村南道、城門河、大埔公路所包圍的積存圍及唐樓區以及美林邨，但鄰近美城苑的美林邨美槐樓則屬下城門選區。1994年區議會選舉，陳啟庸及張永強於此區參選，由陳以1,143票打敗張的705票當選。
1999年區議會選舉，因應人口增加，美林邨美槐樓、美城苑以及鄰近的銅鑼灣山組成美城選區。大圍選區由爭取連任的港進聯陳啟庸與民主黨梁永雄爭奪議席，結果由梁永雄以四百餘票差距勝出（1,658對1,241）；美城選區方面，由民建聯袁貴才以五百餘票差距多於上屆曾在下城門選區參選的李源錦。
2003年區議會選舉，下城門選區與美城選區合併成為松城選區，但由於大圍選區將美林邨美槐樓納入選區範圍，故此袁貴才選擇於大圍選區參選，與梁永雄同場爭取連任，結果由梁以2,813票打敗袁的1,590票而成功連任。
2007年區議會選舉，因應2006年美田邨第一期入伙，而美城苑改劃到大圍選區，並且劃出大圍道沿線到下城門選區，梁袁二人再戰。由於袁貴才針對梁永雄兼任殯儀顧問工作，聲稱梁並非全職區議員，結果袁貴才以83票之差（2,851對2,768）取回四年前失落的席位。梁永雄一方提出司法覆核，務求推翻選舉結果，2008年12月高等法院裁定選舉結果無效，需要重選，導致2009年3月29日的補選。除梁袁二人外，補選吸引到另外兩人以及禾輋邨選區前區議員李躍輝退出自由黨參選。補選期間區內出現一個名為美林街坊商戶及職工福利會以大量利益賄賂選民 (例如年初一在美林商場前為街坊注射流感疫苗)，事後證實李躍輝及蔣世昌等人利用福利會進行選舉舞弊，最終選後李蔣等人被判入獄。選舉結果則由於李氏參選，袁貴才得票下跌，梁永雄奪回區議員職位。
2010年梁永雄跟隨多位民主黨新界東地區的黨員因反對民主黨放棄2012雙普選立場而支持政府政改方案而退出民主黨，隨後一同成立新民主同盟。2011年區議會選舉，選區更改為現有模樣，梁永雄以新民主同盟候選人身份尋求連任，遇上袁貴才接班人民建聯董健莉挑戰。最終梁取得2,921票，以近六百票之差敗於董的3,302，董健莉為當屆新界區得票最高的候選人，僅次於屬市區的觀塘區議會曉麗選區當選人蘇麗珍。
2015年區議會選舉董健莉爭取連任，同時傘後團體沙田社區網絡梁鎮軒參選，梁鎮軒得到梁永雄的支持，最終董取得3,649票的六成三比例，以全港最高得票女候選人即「票后」姿態連任，梁鎮軒得到2,087票，比鄰近的下城門選區當選人唐學良（1,209票）以至雲城選區當選人兼區議會主席何厚祥（1,989票）為多，反映本區選情激烈。
2019年區議會選舉，本區吸引到四人參選，由民主黨吳定霖以四成六得票（以84票差距）擊敗董健莉當選，基於董健莉曾兩次選舉獲新界「票后」身份，結果被視為「爆冷」。2021年10月，政府當局不信納吳定霖符合擁護基本法及效忠特區的法定要求和條件，裁定宣誓無效，取消吳的區議員資格，並停止其參選權五年。

## 相關爭議
2011年香港區議會選舉期間，選舉管理委員會公開譴責美林邨美楓樓及美桃樓的互助委員會違反指引，只容許民建聯候選人董健莉在互委會的會址展示選舉廣告。選管會收到當屆另一候選人梁永雄投訴，經調查後認為投訴成立，公開譴責上述兩個互助委員會。

## 歷屆議員
| 選區名稱 | 屆別                   | 議員   | 政治聯繫                          | 政治聯繫                          | 議員                              | 政治聯繫           | 政治聯繫               |
| -------- | ---------------------- | ------ | --------------------------------- | --------------------------------- | --------------------------------- | ------------------ | ---------------------- |
| 田心谷   | 1982年－1985年         | 陳啟庸 |                                   | 無黨籍                            | 蔡根培                            |                    | 無黨籍                 |
| 大圍     | 1985年－1988年         | 韋漢良 | 許麗梅                            | 無黨籍                            |                                   |                    | 無黨籍                 |
| 大圍     | 1988年－1991年         | 韋漢良 | 張北如                            | 無黨籍                            |                                   |                    | 無黨籍                 |
| 大圍     | 1991年－1994年         | 韋漢良 | 分拆出美林選區後， 改為單議席選區 | 分拆出美林選區後， 改為單議席選區 | 分拆出美林選區後， 改為單議席選區 |                    |                        |
| 大圍     | 1994年－1999年         | 陳啟庸 | 分拆出美林選區後， 改為單議席選區 | 分拆出美林選區後， 改為單議席選區 | 分拆出美林選區後， 改為單議席選區 | 無黨籍 → 進 港進聯 |                        |
| 大圍     | 2000年－2003年         | 梁永雄 | 分拆出美林選區後， 改為單議席選區 | 分拆出美林選區後， 改為單議席選區 | 分拆出美林選區後， 改為單議席選區 |                    | 民主黨                 |
| 大圍     | 2004年－2007年         | 梁永雄 | 分拆出美林選區後， 改為單議席選區 | 分拆出美林選區後， 改為單議席選區 | 分拆出美林選區後， 改為單議席選區 |                    | 民主黨                 |
| 大圍     | 2008年－2008年12月18日 | 袁貴才 | 分拆出美林選區後， 改為單議席選區 | 分拆出美林選區後， 改為單議席選區 | 分拆出美林選區後， 改為單議席選區 |                    | 民建聯                 |
| 大圍     | 2009年3月30日－2011年  | 梁永雄 | 分拆出美林選區後， 改為單議席選區 | 分拆出美林選區後， 改為單議席選區 | 分拆出美林選區後， 改為單議席選區 |                    | 民主黨 → ND 新民主同盟 |
| 大圍     | 2012年－2015年         | 董健莉 | 分拆出美林選區後， 改為單議席選區 | 分拆出美林選區後， 改為單議席選區 | 分拆出美林選區後， 改為單議席選區 |                    | 民建聯                 |
| 大圍     | 2016年－2019年         | 董健莉 | 分拆出美林選區後， 改為單議席選區 | 分拆出美林選區後， 改為單議席選區 | 分拆出美林選區後， 改為單議席選區 |                    | 民建聯                 |
| 大圍     | 2020年－2021年10月7日  | 吳定霖 | 分拆出美林選區後， 改為單議席選區 | 分拆出美林選區後， 改為單議席選區 | 分拆出美林選區後， 改為單議席選區 |                    | 民主黨                 |
| 大圍     | 2021年10月8日－2023年  | 懸空   | 懸空                              | 懸空                              | 分拆出美林選區後， 改為單議席選區 |                    |                        |

## 歷屆選舉結果
| 政党   | 政党   | 候选人    | 票数  | %     | ±      |
| ------ | ------ | --------- | ----- | ----- | ------ |
|        | 民主黨 | ①. 吳定霖 | 4,198 | 46.06 | ／     |
|        | 保民聯 | ②. 袁桂禧 | 54    | 0.59  | ／     |
|        | 無黨派 | ③. 鄒家成 | 748   | 8.21  | ／     |
|        | 民建聯 | ④. 董健莉 | 4,114 | 45.14 | ▼18.48 |
| 多数票 | 多数票 | 多数票    | 84    | 0.92  | 不適用 |

| 政党   | 政党         | 候选人    | 票数  | %     | ±      |
| ------ | ------------ | --------- | ----- | ----- | ------ |
|        | 民建聯       | ①. 董健莉 | 3,649 | 63.62 | ▲10.56 |
|        | 沙田社區網絡 | ②. 梁鎮軒 | 2,087 | 36.38 | 不適用 |
| 多数票 | 多数票       | 多数票    | 1,562 | 27.23 | 不適用 |

| 政党   | 政党       | 候选人    | 票数  | %     | ±      |
| ------ | ---------- | --------- | ----- | ----- | ------ |
|        | 新民主同盟 | ①. 梁永雄 | 2,921 | 46.94 | 不適用 |
|        | 民建聯     | ②. 董健莉 | 3,302 | 53.06 | 不適用 |
| 多数票 | 多数票     | 多数票    | 381   | 6.12  | 不適用 |

| 政党   | 政党   | 候选人    | 票数  | %     | ±      |
| ------ | ------ | --------- | ----- | ----- | ------ |
|        | 無黨派 | ①. 李躍輝 | 790   | 13.29 | 不適用 |
|        | 民主黨 | ②. 梁永雄 | 2,820 | 47.45 | ▼1.97  |
|        | 無黨派 | ③. 鄒智邦 | 13    | 0.22  | 不適用 |
|        | 民建聯 | ④. 袁貴才 | 2,301 | 38.72 | ▼12.14 |
|        | 無黨派 | ⑤. 陳偉文 | 19    | 0.32  | 不適用 |
| 多数票 | 多数票 | 多数票    | 519   | 8.73  | 不適用 |

| 政党   | 政党   | 候选人    | 票数  | %     | ±      |
| ------ | ------ | --------- | ----- | ----- | ------ |
|        | 民建聯 | ①. 袁貴才 | 2,851 | 50.74 | 不適用 |
|        | 民主黨 | ②. 梁永雄 | 2,768 | 49.26 | 不適用 |
| 多数票 | 多数票 | 多数票    | 83‬    | 1.48  | 不適用 |

| 政党   | 政党   | 候选人    | 票数  | %     | ±      |
| ------ | ------ | --------- | ----- | ----- | ------ |
|        | 民建聯 | ①. 袁貴才 | 1,590 | 36.11 | 不適用 |
|        | 民主黨 | ②. 梁永雄 | 2,813 | 63.89 | 不適用 |
| 多数票 | 多数票 | 多数票    | 1,223 | 27.78 | 不適用 |

| 政党   | 政党   | 候选人    | 票数  | %     | ±   |
| ------ | ------ | --------- | ----- | ----- | --- |
|        | 獨立   | ①. 李源錦 | 741   | 37.27 | N/A |
|        | 民建聯 | ②. 袁貴才 | 1,247 | 62.73 | N/A |
| 多数票 | 多数票 | 多数票    | 506   | 25.46 | N/A |

| 政党   | 政党   | 候选人    | 票数  | %     | ±      |
| ------ | ------ | --------- | ----- | ----- | ------ |
|        | 港進聯 | ①. 陳啟庸 | 1,241 | 42.81 | 不適用 |
|        | 民主黨 | ②. 梁永雄 | 1,658 | 57.19 | 不適用 |
| 多数票 | 多数票 | 多数票    | 417   | 14.38 | 不適用 |

| 政党   | 政党   | 候选人 | 票数  | %     | ±      |
| ------ | ------ | ------ | ----- | ----- | ------ |
|        | 獨立   | 陳啟庸 | 1,143 | 61.85 | 不適用 |
|        | 獨立   | 張永強 | 705   | 38.15 | 不適用 |
| 多数票 | 多数票 | 多数票 | 438   | 23.70 | 不適用 |

| 政党   | 政党   | 候选人 | 票数 | %     | ±      |
| ------ | ------ | ------ | ---- | ----- | ------ |
|        | 獨立   | 韋漢良 | 582  | 41.51 | 不適用 |
|        | 獨立   | 麥偉雄 | 550  | 39.23 | 不適用 |
|        | 港同盟 | 高作強 | 270  | 19.26 | 不適用 |
| 多数票 | 多数票 | 多数票 | 32   | 2.28  | 不適用 |

| 政党   | 政党       | 候选人 | 票数  | %     | ±      |
| ------ | ---------- | ------ | ----- | ----- | ------ |
|        | 獨立       | 韋漢良 | 1877  | 31.29 | 不適用 |
|        | 獨立       | 張北如 | 1,390 | 23.17 | 不適用 |
|        | 獨立       | 陳啟庸 | 1,134 | 18.90 | 不適用 |
|        | 獨立       | 許清漢 | 938   | 15.64 | 不適用 |
|        | 太平山學會 | 王樹堃 | 660   | 11.00 | 不適用 |
| 多数票 | 多数票     | 多数票 | 256   | 4.27  | 不適用 |

| 政党   | 政党   | 候选人 | 票数  | %     | ±      |
| ------ | ------ | ------ | ----- | ----- | ------ |
|        | 獨立   | 許麗梅 | 1,556 | 37.82 | 不適用 |
|        | 獨立   | 韋漢良 | 1,349 | 32.79 | 不適用 |
|        | 獨立   | 陳啟庸 | 1,209 | 29.39 | 不適用 |
| 多数票 | 多数票 | 多数票 | 140   | 3.40  | 不適用 |

| 政党   | 政党   | 候选人 | 票数 | %     | ±      |
| ------ | ------ | ------ | ---- | ----- | ------ |
|        | 獨立   | 蔡根培 | 919  | 49.44 | 不適用 |
|        | 獨立   | 陳啟庸 | 600  | 32.28 | 不適用 |
|        | 獨立   | 許森華 | 256  | 13.77 | 不適用 |
|        | 獨立   | 謝洪   | 84   | 4.52  | 不適用 |
| 多数票 | 多数票 | 多数票 | 344  | 18.50 | 不適用 |